# Henk Verkuyl
Henk J. Verkuyl (4 juni 1938) is een Nederlandse hoogleraar.
Hij is emeritus hoogleraar taalkunde van de Universiteit Utrecht. Zijn voornaamste bijdragen zijn in het veld van de aspectuele semantiek. Daarnaast heeft hij ook veel onderzoek verricht op het gebied van de lexicografie en de lexicale semantiek. Verkuyl is nog altijd actief in de taalkunde met de publicatie van bijdragen in het veld van semantisch onderzoek.

## Compositionele theorie van aspect
De meest invloedrijke bijdrage van Verkuyl is het zogeheten plus principe, wat een compositionele behandeling van aspect is. Aspect heeft betrekking op het fenomeen dat sommige zinnen in de taal 'afgesloten' handelingen uitdrukken, terwijl andere zinnen dat niet doen. Bijvoorbeeld, de zin Jan heeft een boek gelezen betekent dat Jan klaar is met het lezen van dat boek. Terwijl Jan liep door het park alleen impliceert dat je Jan door het park hebt zien lopen: Jan kan best nog steeds door het park aan het lopen zijn, de zin zegt daar verder niets over. De eerste soort zinnen heet perfectief, de tweede imperfectief.
Traditioneel werd aspect, of eigenlijk de Aktionsarten uit de Slavistische theorie, gezien als een eigenschap van het werkwoord. Dit vooral omdat in Slavische talen werkwoorden twee vormen kennen, een perfectieve en een imperfectieve. In zijn proefschrift heeft Verkuyl laten zien dat dit niet waar is, maar dat de aspectuele waarde van een zin afhankelijk is van drie onderdelen van de zin: het onderwerp, het werkwoord en het lijdend voorwerp. Alleen als alle drie van het juiste type zijn is de zin perfectief:
- Jan at een appel - perfectief
- Jan droeg een appel - niet perfectief, omdat het werkwoord niet van het juiste type is
- Jan at appels - niet perfectief, omdat het lijdend voorwerp niet een afgesloten hoeveelheid uitdrukt
- Kinderen eten een appel - niet perfectief omdat het onderwerp een klasse uitdrukt

Dit inzicht in de compositionele aard van aspectualiteit is nog altijd een cruciaal thema in het onderzoek naar aspect, hoewel er vele verfijningen en veranderingen aan zijn toegevoegd.

## Voornaamste publicaties
- On the Compositional Nature of the Aspects, proefschrift uit 1971 aan de Universiteit Utrecht
- Logica, taal en betekenis - deel I en II. Gepubliceerd in 1982 onder het pseudoniem Gamut samen met Johan van Benthem, Jeroen Groenendijk, Dick de Jongh en Martin Stokhof
- Cryptogrammatica, een hulpgids voor het maken van cryptogrammen, gepubliceerd in 1988.
- A Theory of Aspectuality. The Interaction between Temporal and Atemporal Structure. Gepubliceerd in 1993 door Cambridge University Press.
- Binary tense. Gepubliceerd in 2008 door CSLI Publications, Stanford.
- The Compositional Nature of Tense, Mood and Aspect. Gepubliceerd in 2022 door Cambridge University Press.
- Op Verkuyl. Krasimir Kabakčiev. After Verkuyl’s discovery aspect is no longer a mystery, but aspectology needs a reform. Review article: Henk Verkuyl, The Compositional Nature of Tense, Mood and Aspect. Cambridge: Cambridge University Press, 2022. Athens Journal of Philology 10(3), 2023, pp. 247-274.

## Trivia
Onder de schuilnaam Dr Verschuyl of H.J. Verschuyl publiceerde Verkuyl puzzelwoordenboeken en puzzelencyclopedieën